# Tam Hiệp, Bình Đại
Tam Hiệp hay cù lao Tam Hiệp là một xã cũ thuộc huyện Bình Đại, tỉnh Bến Tre, Việt Nam.

## Địa lý
Xã Tam Hiệp có diện tích 13,84 km², dân số năm 2014 là 3.637 người, mật độ dân số đạt 263 người/km².

## Lịch sử